# Eschbourg
Eschbourg es una localidad y comuna francesa situada en el departamento de Bajo Rin, en la región de Alsacia. Tiene una población de 499 habitantes y una densidad de 36 h/km².